# Kristliga Historiska Partiet
Kristliga Historiska Partiet, Christelijk-Historische Partij (CHP), nederländskt politiskt parti bildat i april 1903 genom samgående mellan två värdekonservativa reformerta partier, Fria Antirevolutionära partiet och Kristliga Historiska Väljarförbundet.
CHP gick 1908 samman med Frisiska Förbundet och bildade Kristliga Historiska Unionen.